# Matić poljana
Matić poljana este o arie protejată (sit de importanță comunitară — SCI) din Croația întinsă pe o suprafață de 228,84 ha, integral pe uscat.

## Localizare
Centrul sitului Matić poljana este situat la coordonatele 45°17′06″N 14°53′58″E / 45.284875°N 14.899398°E.

## Înființare
Situl Matić poljana a fost declarat sit de importanță comunitară în iulie 2013 pentru a proteja 1 specie de animale.

## Biodiversitate
Situată în ecoregiunea alpină, aria protejată conține 4 habitate naturale: Formațiuni ierboase bogate în specii de Nardus, dezvoltate pe substraturi silicioase în zone montane (și în zone submontane, în Europa continentală), Pajiști uscate seminaturale și facies de acoperire cu tufișuri pe substraturi calcaroase (Festuco-Brometalia) (* situri importante pentru orhidee), Pajiști uscate europene, Fânețe montane.
La baza desemnării sitului se află o specie protejată de  nevertebrate: fluturele auriu (Euphydryas aurinia).
Pe lângă speciile protejate, pe teritoriul sitului au mai fost identificate 1 specie de plante.